# Euphorbia
Euphorbia L. è un genere di piante dicotiledoni della famiglia delle Euforbiacee, erbacee o legnose a seconda della specie.

## Etimologia
Il nome Euphorbia (assegnato da Linneo) viene dal latino euphorbium, a sua volta dal greco εὐφόρβιον euphórbion, dal nome personale Εὔφορβος Éuphorbos, cerusico di Giuba II di Mauretania, come riportato da Plinio. Altre possibilità prevedono una derivazione da Euphorbium, con cui s'indicavano le piante (che ora noi conosciamo sotto il genere considerato) che producevano un succo latteo caustico e velenoso utilizzato nella medicina di allora. Euphorbia infine potrebbe derivare da Euphorbius che è formato da due parole: εὖ eû ("buono") e φορβή phorbḗ, ("pascolo" o "foraggio"), il cui significato finale potrebbe essere "ben nutrito".

## Descrizione
Il genere comprende piccoli alberi, arbusti, rampicanti e piante erbacee. Una percentuale significativa è rappresentata da piante succulente, alcune delle quali assomigliano straordinariamente ai cacti nonostante non siano per nulla imparentate con questi ultimi, un esempio di evoluzione convergente. Ad eccezione di poche specie (es: E. hedytoides o E. curtisii), questo genere è composto da specie ermafrodite.

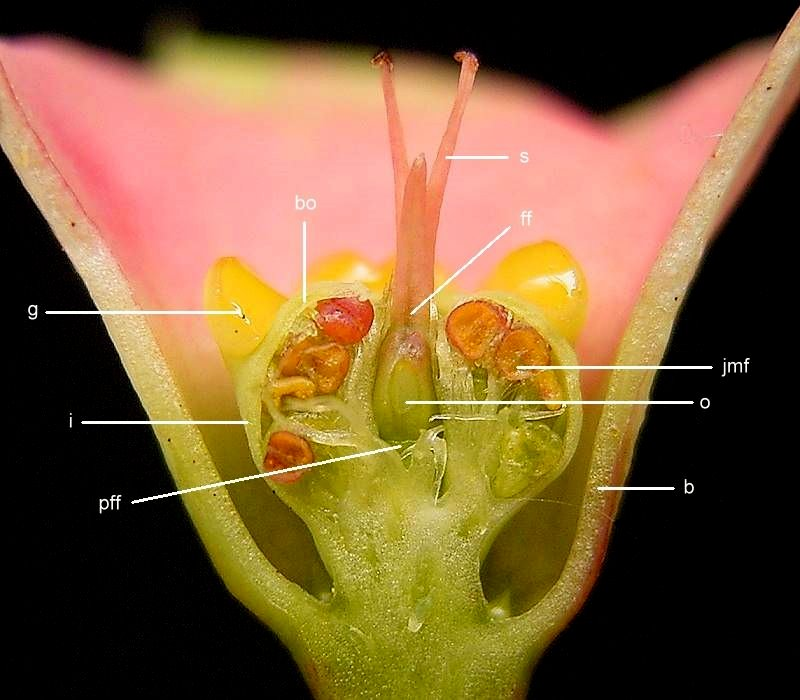
Sezione trasversa di un ciazio
b brattee g nettari mf fiore maschile a antera ff fiore femminile o ovario s stilo

Le euforbie hanno una infiorescenza altamente specializzata, il ciazio, composta da un fiore femminile centrale, dotato di pistillo, circondato da cinque o più gruppi di fiori maschili ridotti ciascuno ad un solo stame. L'insieme dei fiori è avvolto da brattee che formano un ricettacolo a coppa, con quattro ghiandole nettarifere marginali, con forme diverse (ellittiche, a mezzaluna ecc). Il fiore centrale si sviluppa prima dei fiori maschili che lo circondano, così ogni ciazio funziona come un fiore ermafrodito. La ghiandole del ciazio generalmente producono nettare, e l'impollinazione è prevalentemente zoofila. Dall'ovario del fiore femminile centrale si sviluppa un frutto tricarpellare.

In effetti, il ciazio è così simile ad un fiore ermafrodita che Linneo e altri autori indicavano come un vero fiore. Lamarck tuttavia interpretò il ciazio come una infiorescenza e questo è quanto oggi accettato.
Le euforbie contengono un lattice acre e velenoso, ed alcune sono dotate di spine. Da molte euforbie si ricavano potenti prodotti emetici e catartici.

## Distribuzione e habitat
Il genere ha una distribuzione cosmopolita; è diffuso principalmente nelle regioni tropicali dell'Africa e dell'America, ma anche nelle zone dal clima temperato. Alcune specie (E. dendroides, E. bivonae) sono tipiche della macchia mediterranea. Le specie succulente sono originarie principalmente dell'Africa e del Madagascar.

## Tassonomia
Il genere Euphorbia comprende oltre 2000 specie.

### Alcune specie
Clima temperato

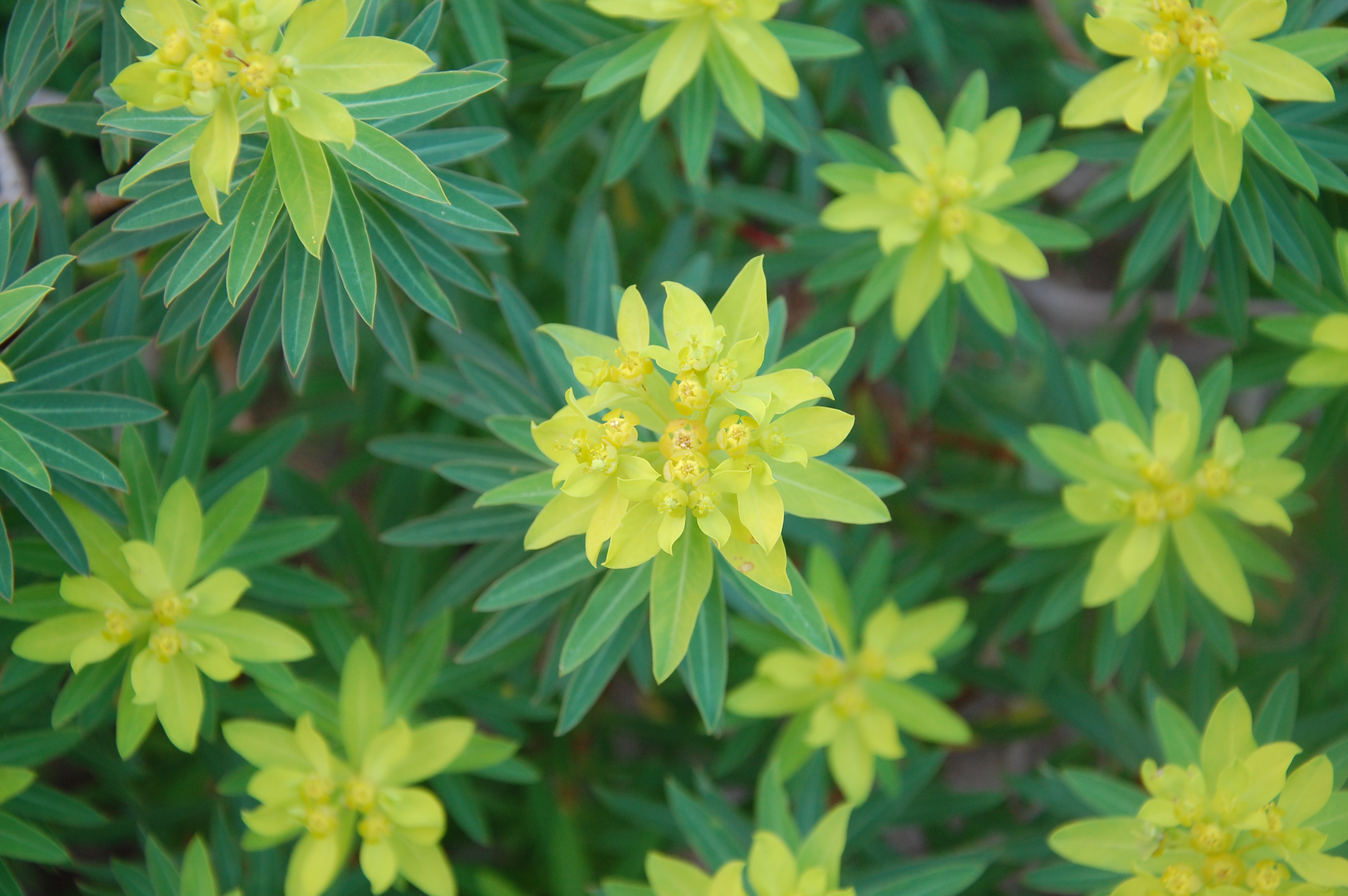
Euphorbia bivonae
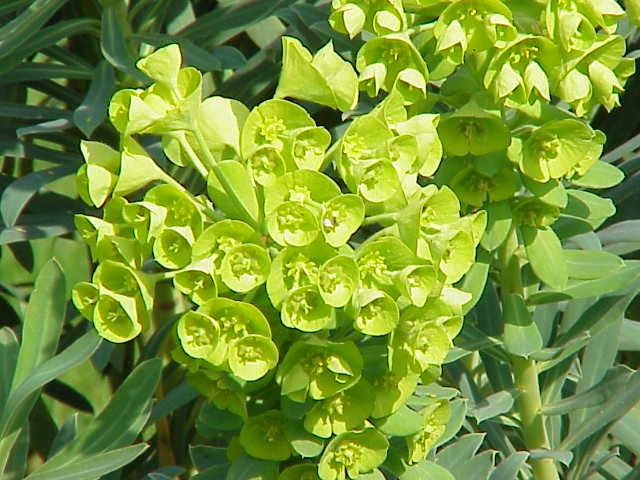
Euphorbia characias
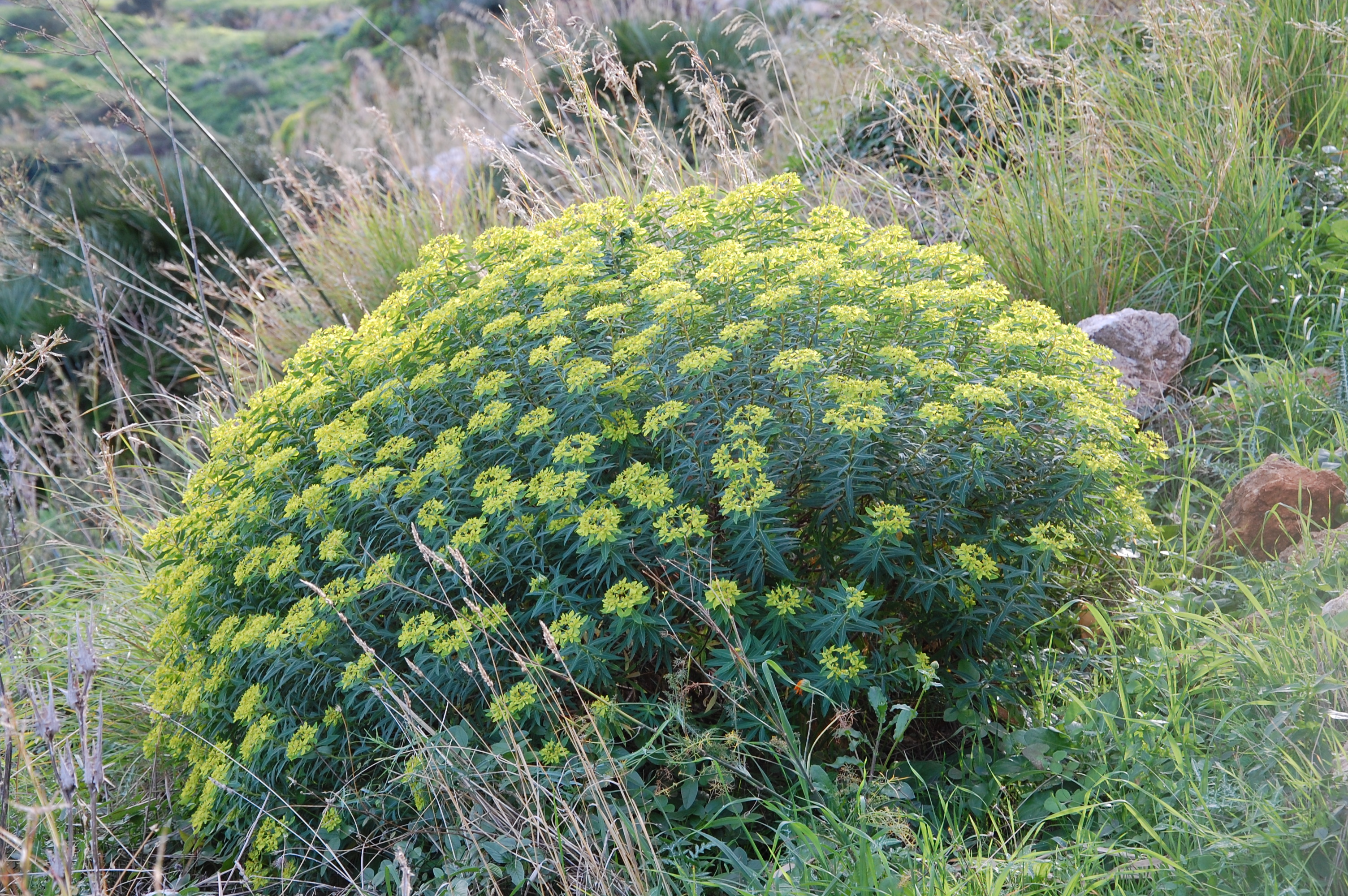
Euphorbia dendroides
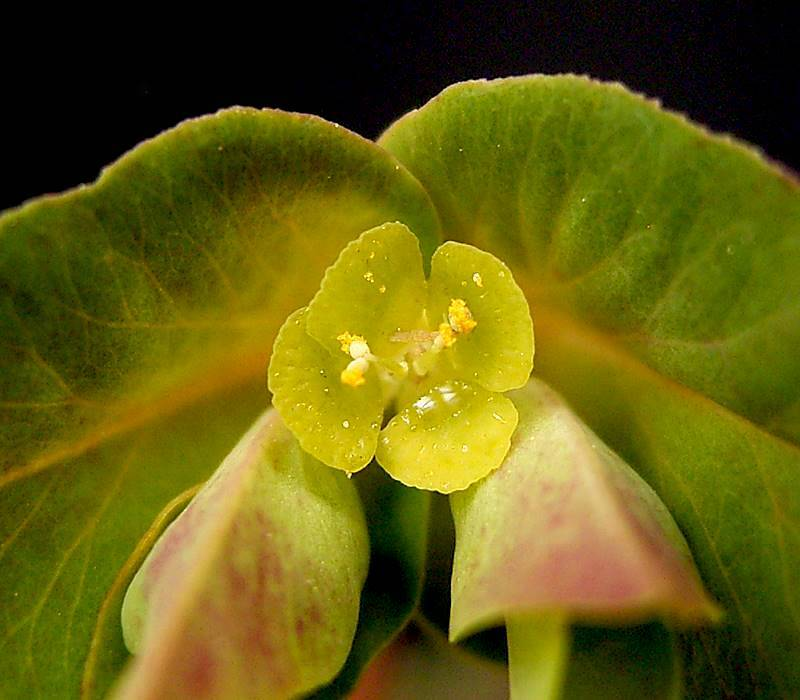
Euphorbia dulcis
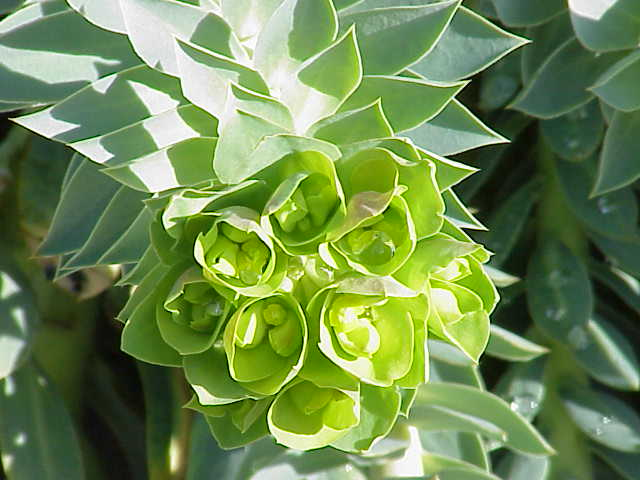
Euphorbia myrsinites

Clima tropicale

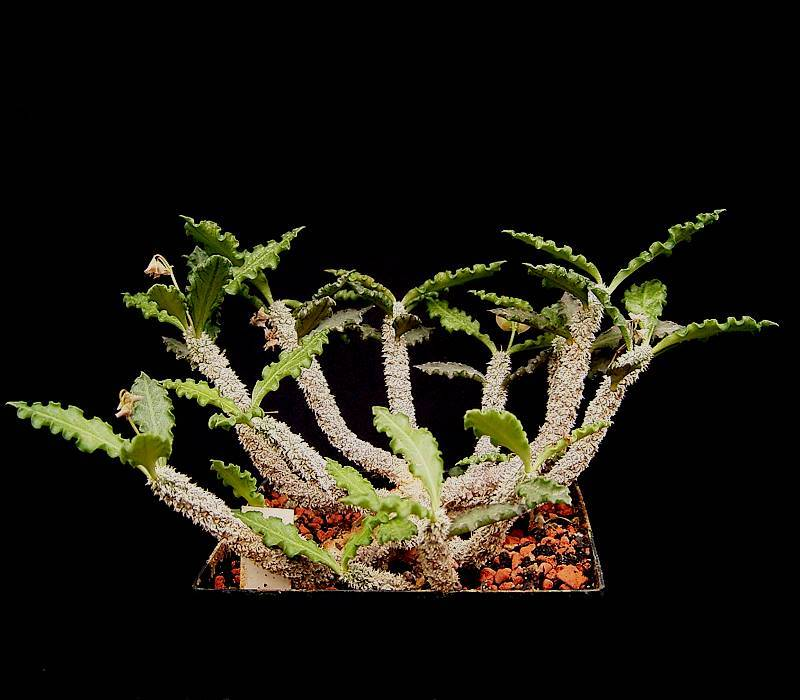
Euphorbia ambovombensis
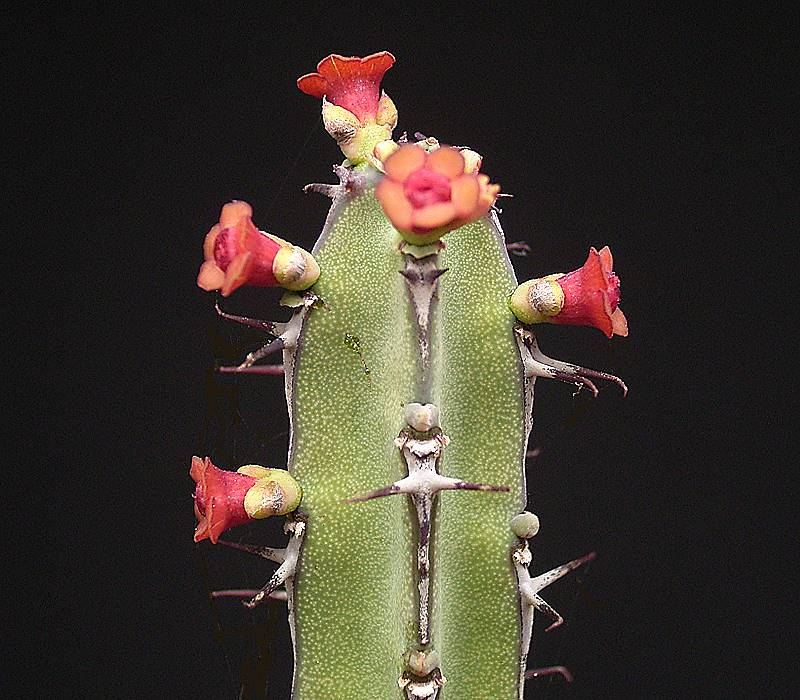
Euphorbia elegantissima
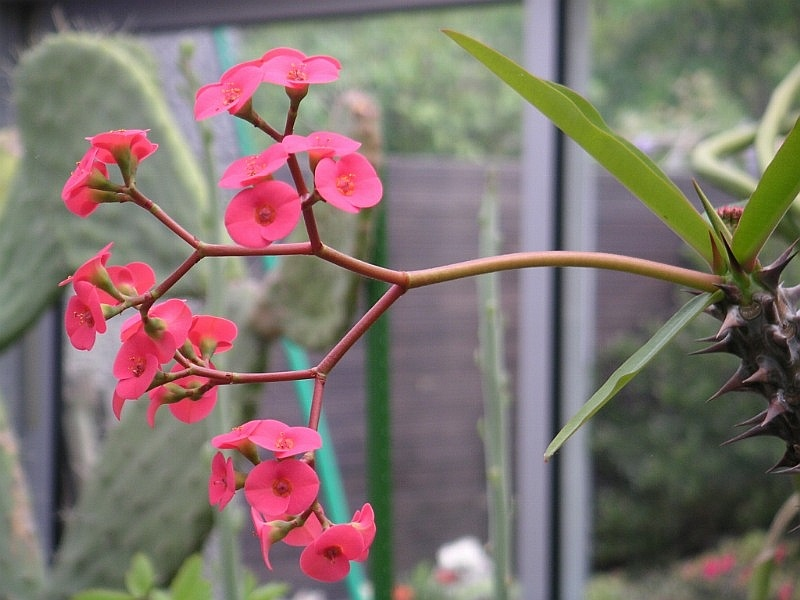
Euphorbia milii
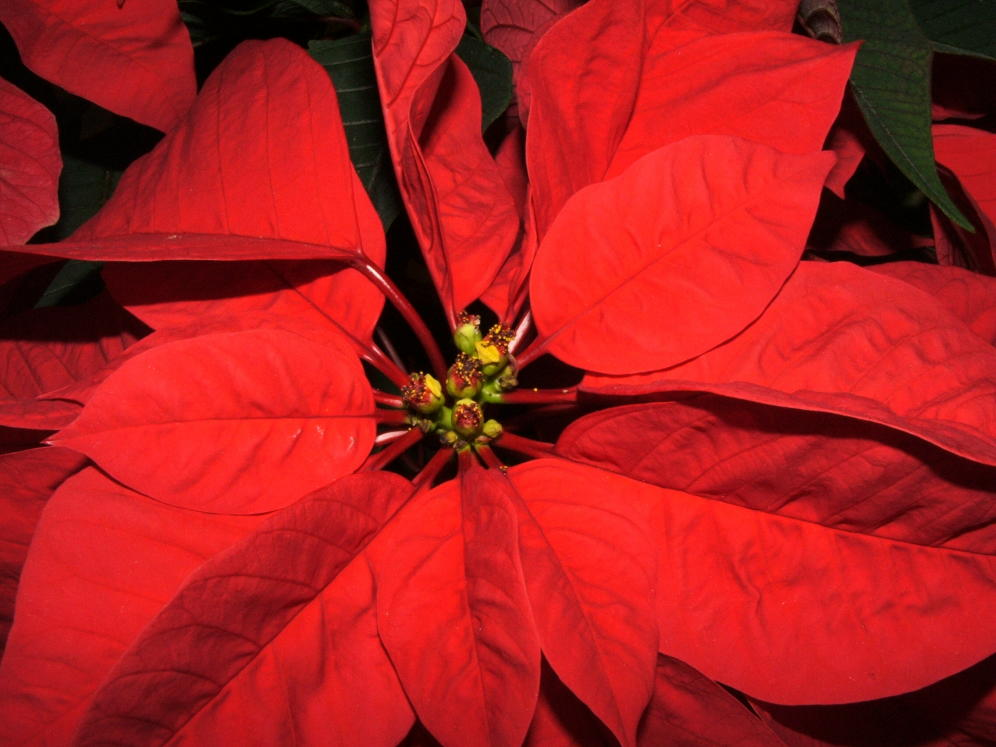
Euphorbia pulcherrima
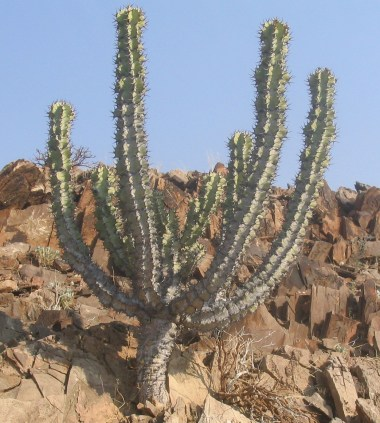
Euphorbia virosa

## Citazioni letterarie
L'euforbia, insieme alla violacciocca, è la pianta maggiormente citata da Grazia Deledda nel suo celebre romanzo Canne al vento, ambientato a Galtellì, in Sardegna.